# Явор Бахаров
Явор Емилов Бахаров е български актьор. Има роли в театъра, киното и телевизията.

## Биография
Роден е в София на 12 юли 1985 г. Завършва актьорско майсторство за драматичен театър в НАТФИЗ „Кръстьо Сарафов“ през 2009 г. в класа на професор Пламен Марков и Ивайло Христов.
Участва в постановките „Пухеният“ и „Самотният Запад“. Играе и Рафе Клинче в „Железният светилник“ (режисьор Асен Шопов), Владимир Ленски в „Евгений Онегин“ (режисьор Юрий Дачев), Ромео в „Ромео и Жулиета“ (режисьор Николай Ламбрев) и Стопаджията в „Злият принц“ (режисьор Георги Тенев). Играе ролята на Кугър Глас в спектакъла на Театър 199 „Най-бързият часовник във Вселената“ от Филип Ридли, режисьор – Стайко Мурджев.
Прочува се с ролята на Хари в българския сериал „Стъклен дом“. През 2013 г. участва в американския филм на ужасите „Плюя на гроба ти 2“ в ролята на изнасилвач на младо момиче, което иска да стане модел. През 2014 г. играе Бардем/Месут в четвърти сезон на хитовия сериал „Под прикритие“. През 2016 участва във Вип Брадър, но е принудително отстранен.
През 2018 г. Явор Бахаров печели „Икар за най-добър поддържащ актьор“ за ролята му в спектакъла „Редки тъпанари“ по филма „Неизвестни извършители“ от Марио Моничели, адаптиран от Теди Москов и Симон Шварц.

## Личен живот
Явор е брат на актьора Захари Бахаров. Има връзка с актрисата Рая Пеева.

## Проблеми с алкохол и наркотици
През октомври 2020 г. е осъден на една година лишаване от свобода, след като през февруари същата година е арестуван за шофиране под въздействието на алкохол и наркотици. През юни 2021 г. присъдата му е заменена с условна.
На 31 март 2023 г., пътни полицаи отнемат шофьорската книжка за 2 години на Явор Бахаров и свалят номерата на автомобила му, след като актьорът отказва тест за наркотици. Бахаров е спрян на пътя София-Варна, край с. Шереметя за рутинна проверка. След като го разпознават, полицаите поискали да му направят тест за наркотици. Той е отказал, защото има това еднократно право по закон.

## Филмография
- „Съни бийч“ (2020 – 2022) – Никола Тасев
- „Диви и щастливи“ (2019) – Цветан
- „Бойка: Фаворитът“ (2016), (САЩ/България) – ЕМТ
- „Али Баба и седемте джуджета“ (2016) – Рикардо
- „Под прикритие“ (2014) – Бардем/Месут
- „Плюя на гроба ти 2“ (2013) – Георги
- „Недадените“ (2013) – Любен Загорски
- „Тилт“ (2011) – Александър Киров – Сташ
- „Стъклен дом“ (2010) – Хари Ставрев
- „Цахес“ (2010)

## Озвучаване
- „Бикът Фердинанд“ (2017) – Хубавеца (единствения му озвучен филм)